# Минас де Риотинто
Минас де Риотинто (на испански: Minas de Riotinto) е населено място и община в Испания. Намира се в провинция Уелва, в състава на автономната област Андалусия. Общината влиза в състава на района (комарка) Куенка Минера. Заема площ от 24 km². Населението му е 4209 души (по преброяване от 2010 г.). Разстоянието до административния център на провинцията е 74 km.

## Демография
| 1996 | 1998 | 1999 | 2000 | 2001 | 2002 | 2003 | 2004 | 2005 | 2006 |
| ---- | ---- | ---- | ---- | ---- | ---- | ---- | ---- | ---- | ---- |
| 5212 | 5056 | 5027 | 4888 | 4825 | 4724 | 4567 | 4509 | 4478 | 4464 |